# 安全飞行计划
安全飞行计划是一项美国运输安全管理局 (TSA) 自2009年8月起实施的一项航空公司乘客筛查计划，通过将乘客信息与联邦政府维护的观察名单进行匹配，以阻止特定的乘客登机。 计划的第一阶段是，对于在美国运营航班，原由承运人负责调查乘客是否匹配名单的责任，将完全移交给TSA；而第二阶段是，对于进入、离开和飞越美国的航班的乘客，其匹配责任将转移至TSA。
安全飞行旨在防止“禁飞名单”（英语：No-fly List）上的个人登机，并对“选定名单”（英语：Selectee List） 上的个人进行强化筛查，以确定他们是否被允许登机。

## 历史
2004 年的《情报改革与恐怖主义预防法》要求美国国土安全部 (DHS) 承担原由承运人承担的，在飞行前将航空公司乘客信息与联邦政府观察名单进行匹配的职能。美国恐怖袭击国家委员会的最终报告（9/11委员会报告）建议，该观察名单匹配功能“应由TSA执行，并应利用联邦政府维护的更大的观察名单集”。
为了落实这一建议，TSA于2008年10月28日发布了《安全飞行最终规则》。该最终规则于 2008年12月29日生效。

## 计划的好处
改革前，由承运人负责使用TSA提供的名单进行观察名单匹配。改革后，TSA承担航空公司的观察名单匹配责任，并带来以下好处：
- 通过限制监视列表数据的分发来减少其泄露的可能性
- 更早地识别潜在匹配，从而可以快速通知执法、危机管理等职能部门
- 为所有航空公司提供公平、公正且一致的匹配流程
- 减少错误识别个人的情况
- 通过国土安全部的旅行纠正查询计划 (DHS TRIP)，为身份错误的个人提供一致的快速和综合纠正流程，通过这种方法，身份错误的旅行者可以提出查询，以纠正 DHS 系统中的错误信息

## 实施
安全飞行计划于2009年初开始在部分美国国内承运人中实施，并于2010年12月在所有受覆盖的国内和国际航空公司中完成实施。
该计划由TSA威胁评估和认证办公室领导，支持该计划的承包商包括IBM、埃森哲、ESR、InfoZen和德勤，Infoglide Software 提供了底层的身份解析技术。
TSA实现了到2010年初审查100%的国内商业航班、到2010年底审查100%的国际商业航班的目标。

## 隐私
TSA 表示不会收集或使用“商业数据”以进行安全飞行观察名单匹配，并发布了隐私影响评估（PIA）。然而，TSA政策并未提及要对收集敏感信息（出生日期等）的主体，即“航空公司本身”，其行为施加任何限制。
安全飞行计划与“计算机辅助乘客预检系统II”（CAPPS II） 以及“禁飞名单”有许多相似之处，因此引起了相似了关于公民自由和程序正义的担忧。具体来说，公民自由主义者认为，根据安全飞行计划，对于观察名单上的无辜公民没有足够的补救机制。 此外，观察名单的内容和数量也遭到诟病。

## 飞越美国的航班
安全飞行计划也适用于飞越美国领空的非美航班。TSA使用一个表格来确定某一航班是否属于“飞越美国”的航班。

## 脚注
1. ↑  报告第393页